# سطل شستشوی سیار

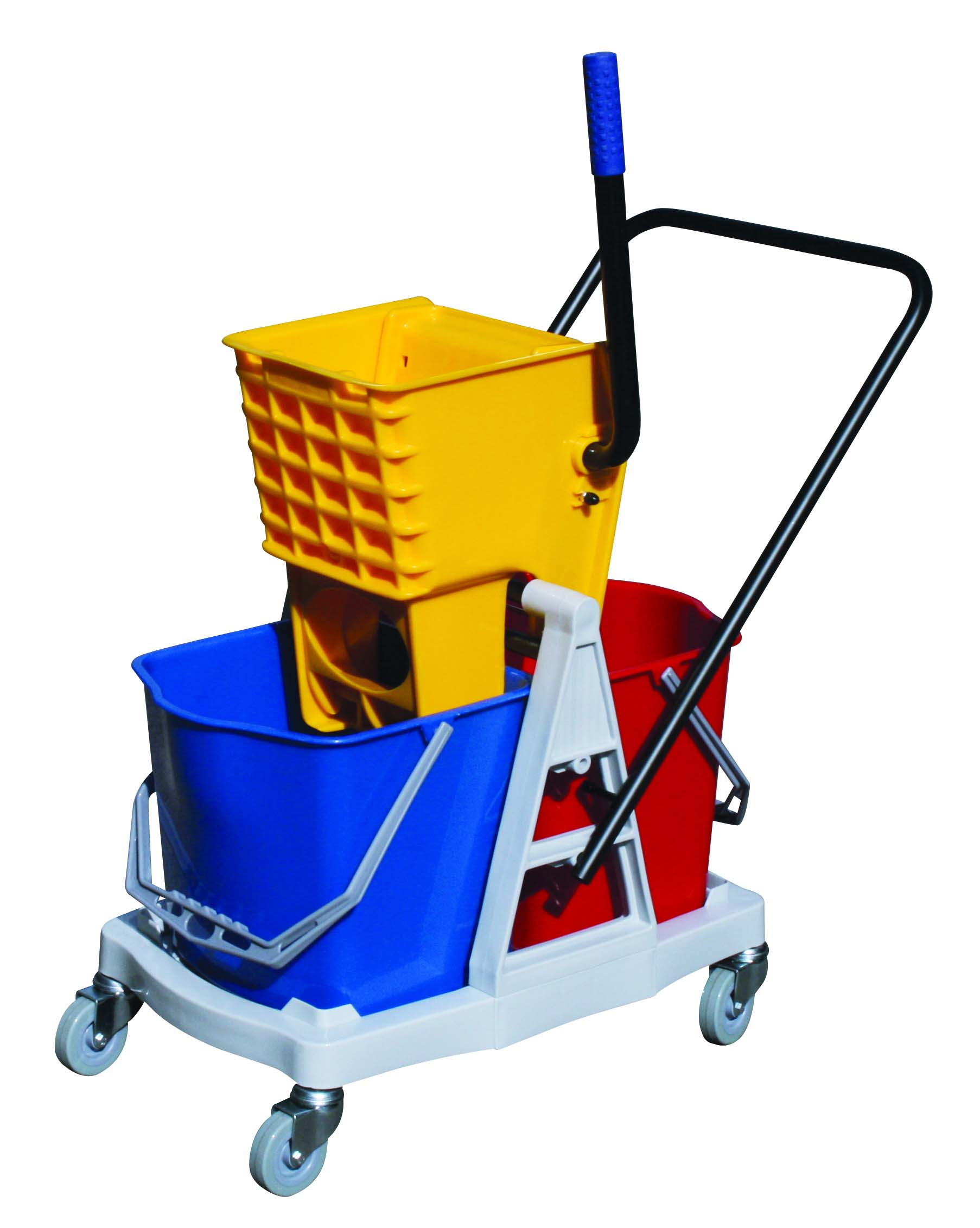
سطل شستشوی سیار (سطل چرخ‌دار)

سطل شستشوی سیار یا سطل چرخ‌دار نوعی سطل مجهز به چرخ است که معمولاً از دو سطل تشکیل شده‌است. این نوع چرخ به گونه‌ای طراحی شده‌است که برای آب‌کشی کف‌شوی نیازی به استفاده از دست در قسمت تنظیف نیست. معمولاً یک سطل بالاتر از سطل دیگری قرار می‌گیرد. سطل بالایی برای آب‌کشی و چلاندن کف‌شوی تعبیه شده‌است.